# Троицкое (Железногорский район)
Тро́ицкое — село в Железногорском районе Курской области. Административный центр Троицкого сельсовета. 
Население — 261 человек (2010 год).
Имеется школа, в которой учатся 50 человек, дом культуры, пруд.

## География
Расположено в 23 км к юго-востоку от Железногорска и в 3,5 км от Михайловского водохранилища на реке Свапа. Высота над уровнем моря 173 м. Через село протекает ручей Сучок, левый приток Свапы. К северу от села находится урочище Селещенское, к югу — урочище Горбуновский Лог.

## История
Возникло в середине XVII века и первоначально именовалось Сучок — по названию местного ручья, притока Свапы. Название Троицкое возникло ближе к началу XVIII века, после того, как здесь появился храм, освящённый в честь Живоначальной Троицы. Первозаимщиками селения были однодворцы Косьяновы, Савенковы, Асеевы и Горбуновы. Причем первые 3 рода, а может быть и все 4, прибыли сюда из села Солдатское, ныне Фатежского района. Места, где расположилось селение, очень живописные. Рядом с домами первопоселенцев когда-то находилась прекрасная дубовая роща (в районе нынешнего кладбища).
Согласно плану генерального межевания Фатежского уезда 1785 года к юго-востоку от села находился разрытый древний курган. Часть местных жителей были однодворцами, другая часть — крепостными крестьянами. 
По данным 10-й ревизии 1858 года в Троицком жили однодворцы Касьяновы (22 двора), Горбуновы (7 дворов), Савенковы (6 дворов), Анпилоговы (5 дворов), Асеевы, Воронцовы (по 3 двора), Баевы (2 двора), Басовы, Жидеевы, Овсянниковы, Щетинины (по 1 двору) — всего 594 однодворца (282 мужского пола и 312 женского) в 52 дворах. Также в селе жили крепостные поручика Александра Мозалевского (48 душ мужского пола), жены майора Надежды Занковской (23 д.м.п.), жены канцелярского служителя Авдотьи Кашерениновой (11 д.м.п.), поручика Иван Мозалевского (55 д.м.п.). 
В 1862 году в Троицком был 61 двор, проживали 919 человек (440 мужского пола и 479 женского), действовала православная церковь, а раз в год в селе собирался базар. В 1877 году в Троицком было 117 дворов, проживали 862 человека, действовала школа, ярмарка и 2 овчинных завода. Здание школы того времени было построено из брёвен старой церкви. В то время село называлось Троицкое-на-Сучке, т.к. в Фатежском уезде было ещё поселение Троицкое-на-Прутах (ныне село Троицкое Курчатовского района).

### После 1917 года
В 1929 году в селе был создан колхоз имени Сталина. Его первым председателем был Фёдор Викторович Горбунов. В январе 1930 года начался насильственный сгон крестьян в колхозы, всех несогласных объявили кулаками. В Троицком было раскулачено 30 крестьянских хозяйств. Пять домов раскулаченных отдали под школу, один – под избу-читальню, один дом заняло правление колхоза, остальные дома заняли члены комитета бедноты. В 1937 году в селе насчитывалось 216 дворов. К 1941 году здесь было уже 240 дворов. 
Во время Великой Отечественной войны, с октября 1941 года, находилось в зоне немецко-фашистской оккупации. Освобождено 12 февраля 1943 года лыжной ротой 16-го отдельного лыжного батальона под командованием старшего лейтенанта Терехова. 
После войны председателями троицкого колхоза имени Сталина были В. Н. Анпилогов (1949—1952), Леонид Иванович Лукин (1953—1958), Виктор Александрович Анпилогов (1958—1960) и другие. В 1960 году колхозы Троицкого сельсовета: имени Сталина (Троицкое) и имени Кирова (д. Гнездилово) были объединены в одну артель — имени Кирова с центром в Троицком. Председателем укрупнённого хозяйства был избран Григорий Александрович Гнездилов, парторгом — Виктор Александрович Анпилогов. В 1964 году к колхозу имени Кирова был присоединён отстающий колхоз XXII съезда КПСС (центр в д. Копёнки). В 1968 году началось заполнение Копёнского водохранилища на Свапе, из-за этого Копёнский участок колхоза стал труднодоступным и в 1969 году был выделен в отдельную артель — «Родина».
После Г. А. Гнездилова председателем Троицкого колхоза имени Кирова был Николай Васильевич Голощапов (1971—1973). В 1973 году к колхозу имени Кирова был присоединён колхоз «Знамя Коммунизма» (д. Старый Бузец). Председателями укрупнённого хозяйства были Иван Евдокимович Ланин (1973—1976), Пётр Афанасьевич Котов и другие. К 1990 году в селе были построены более десятка двухквартирных домов с коммунальными удобствами, проложены дороги с твёрдым покрытием.

## Административно-территориальная принадлежность
- 16XX—1779 годы — в составе Усожского стана Курского уезда
- 1779—1797 годы — в составе Фатежской округи Курского наместничества
- 1797—1861 годы — в составе Фатежского уезда Курской губернии
- 1861—188Х годы — в составе Игинской волости Фатежского уезда
- 188Х—1918 годы — в составе Нижнереутской волости Фатежского уезда
- 1918—1924 годы — адм. центр Троицкого сельсовета Нижнереутской волости Фатежского уезда
- 1924—1928 годы — адм. центр Троицкого сельсовета Нижнереутской волости Курского уезда
- 1928—1935 годы — адм. центр Троицкого сельсовета Фатежского района
- 1935—1963 годы — адм. центр Троицкого сельсовета Верхнелюбажского района
- 1963—1965 годы — адм. центр Троицкого сельсовета Фатежского района
- С 1965 года — адм. центр Троицкого сельсовета Железногорского района

## Население
| 1862 | 1877 | 1897 | 1905  | 1979 | 2002 | 2010 |
| ---- | ---- | ---- | ----- | ---- | ---- | ---- |
| 919  | ↘862 | ↗985 | ↗1029 | ↘285 | ↗320 | ↘261 |

## Исторические фамилии
По данным земской переписи 1883 года в селе были наиболее распространены следующие фамилии бывших однодворцев: Анпилоговы (24 двора), Асеевы (8 дворов), Басовы, Воронцовы, Горбуновы (10 дворов), Касьяновы (47 дворов), Савенковы (12 дворов). Уроженцем села Троицкое является участник Великой Отечественной войны и дважды кавалер ордена Красной Звезды подполковник Дмитрий Васильевич Касьянов.

## Улицы
В селе 4 улицы:
- Лесная
- Молодёжная
- Центральная
- Школьная

Улицы получили название в советское время. Ранее в Троицком были улицы с названиями Горбуновка, Анпилоговка, Низ.

## Экономика
На территории Троицкого самый крупный свинокомплекс в России..

## Памятники истории
Братская могила советских воинов, погибших в боях с немецко-фашистскими захватчиками в феврале 1943 года. Расположена на западной окраине села у дороги в деревню Старый Бузец. Захоронены 18 человек, у всех установлены фамилии. Скульптура установлена в 1952 году.